# Pietà (Ribera Napoli)
La Pietà è un dipinto olio su tela (264×170 cm) del 1637 di Jusepe de Ribera conservato nella cappella del Tesoro Nuovo della certosa di San Martino di Napoli.

## Storia
La tela fu commissionata dal padre priore Giovan Battista Pisante all'inizio del 1637 e pagata 400 ducati il 3 ottobre dello stesso anno. Il dipinto è in ordine cronologico la prima delle opere che il pittore ha eseguito nella certosa di Napoli.
La tela, pensata in origine per ornare la sacrestia della certosa e poi solo successivamente ricollocata nella cappella del Tesoro Nuovo, fu sin da subito particolarmente apprezzata in maniera entusiastica nell'ambito napoletano, al punto che il marchese de Sade la ritenne più preziosa di tutti gli ori e gli argenti conservati nelle teche dell'ambiente dov'essa è custodita, mentre il pittore francese Jean-Honoré Fragonard ne rimase così colpito che volle farne una copia in un suo disegno durante il suo viaggio in Italia.
Un'altra copia invece fu commissiona dallo zar di Russia Nicola I ad un suo pittore di corte nel corso della metà dell'Ottocento, dopo che provò invano ad acquistare l'autografo del Ribera con un'offerta di 40.000 piastre d'argento.
L'opera riscosse particolare successo nell'ambiente napoletano, allorché un'ulteriore versione di questo soggetto fu commissionata l'anno seguente (nel 1638) a Massimo Stanzione per decorare la controfacciata della chiesa della stessa certosa di San Martino.

## Descrizione e stile

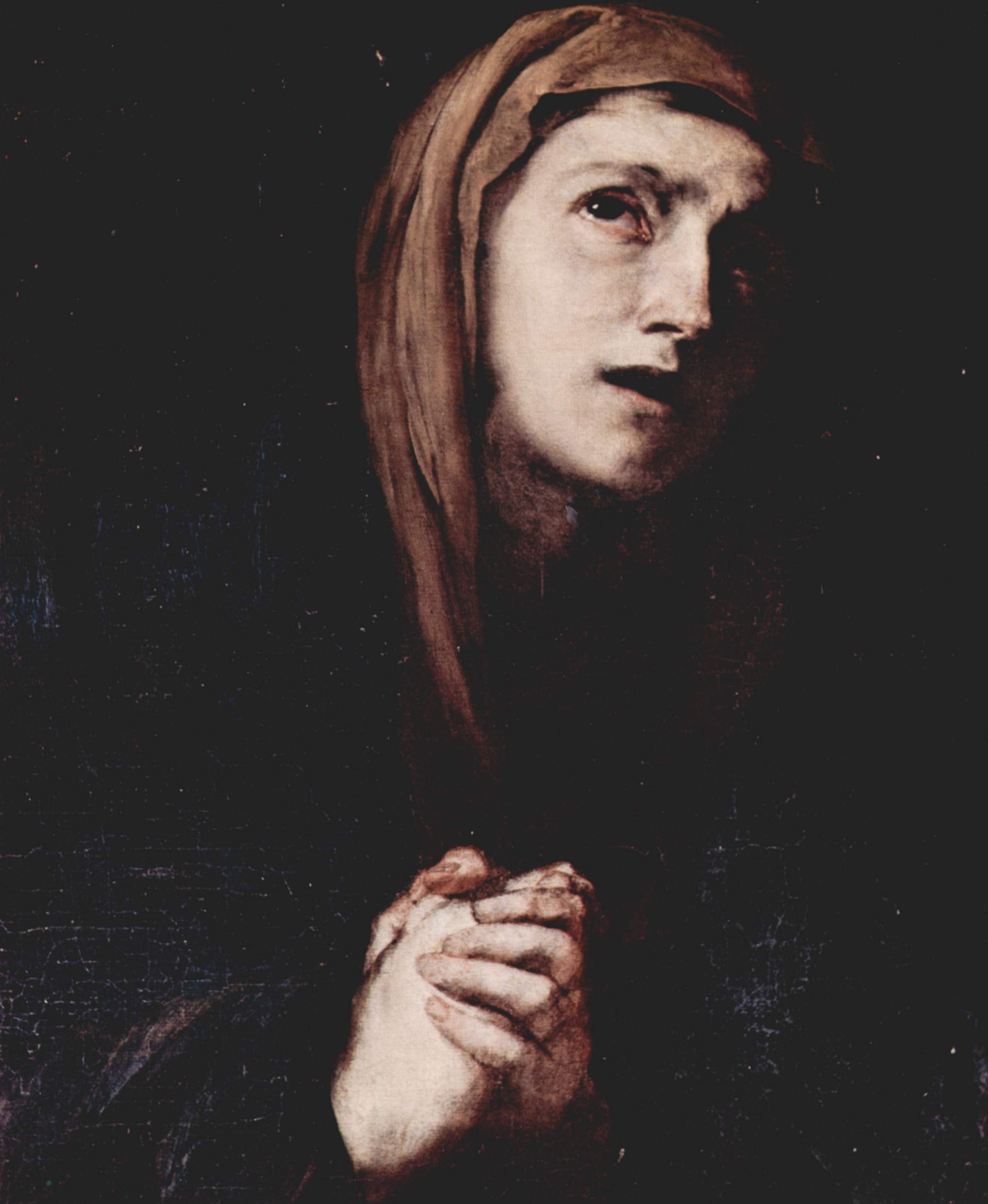
Dettaglio

La Pietà è uno dei dipinti di massimo livello qualitativo raggiunto dallo Spagnoletto; il tema che affronta in quest'opera tuttavia non è totalmente originale all'autore, infatti anni addietro la data di esecuzione di questa tela egli eseguì diverse altre opere a medesimo soggetto delle quali le più prestigiose e quelle che in maniera più evidente assomigliano a questa della certosa sono conservate una alla National Gallery di Londra, datata 1620, e l'altra al museo Thyssen-Bornemisza di Madrid, quest'ultima datata 1633.

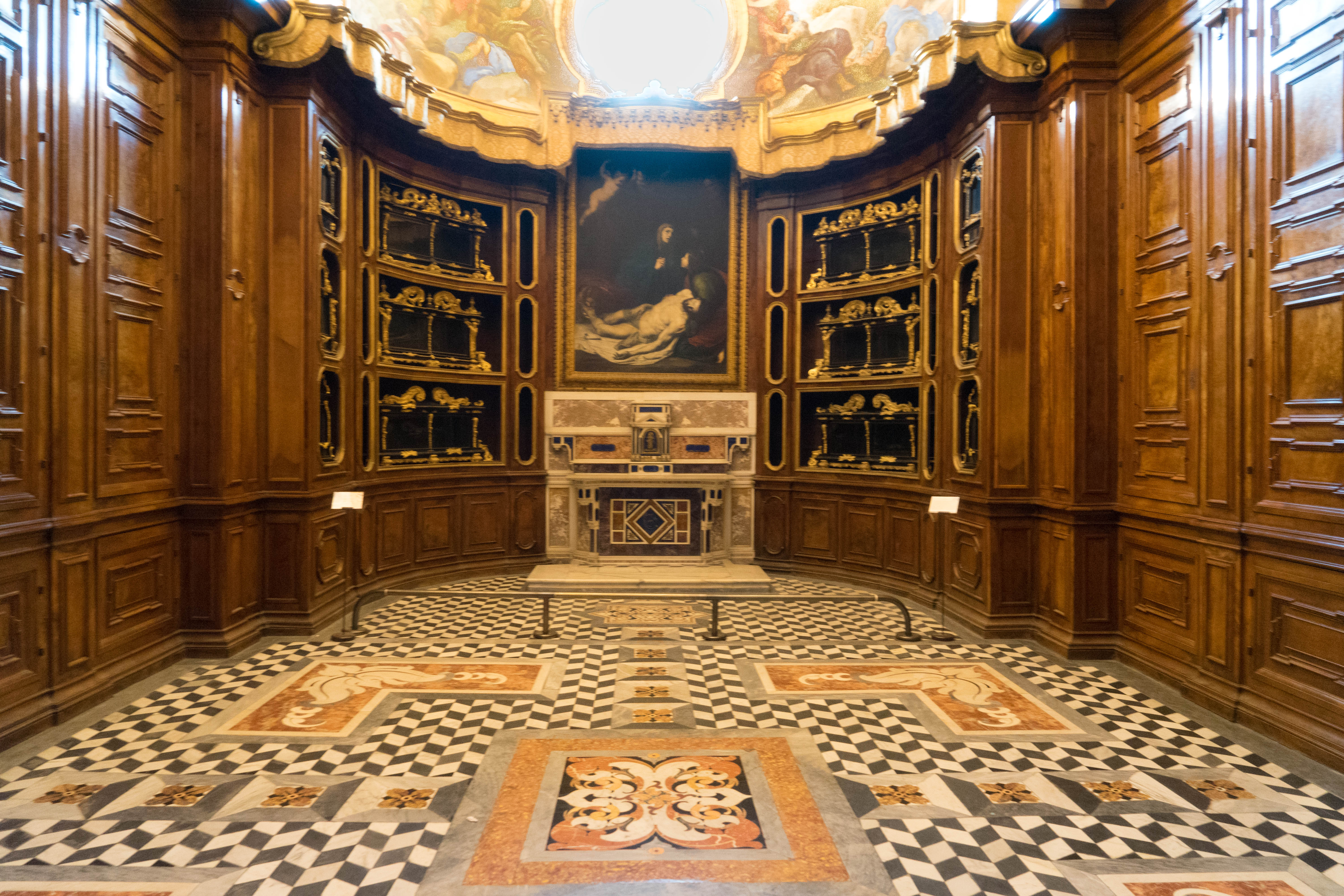
Veduta d'insieme della cappella

La versione napoletana vede diversi punti di differenziazione nello stile e nella forma rispetto alle tele a medesimo soggetto effettuate in passato. Qui infatti, una ad avere taglio verticale anziché orizzontale, il primo elemento che salta all'occhio è la concentrazione nella scena di più personaggi tutti compattati al centro della tela e circondanti il Cristo morto, quest'ultimo su di un lenzuolo bianco con le spalle sorrette da san Giovanni mentre la Maddalena posta avanti a lui in terra bacia i suoi piedi. Di pregevole fattura, celata dallo stile del chiaroscuro caravaggesco che nasconde il suo volto straziato dal dolore, è l'esecuzione della Maria con le mani congiunte e lo sguardo al cielo verso i due putti che caratterizzano la parte superiore della tela, con in mano uno la corona di spine e l'altro uno dei tre chiudi usati per la crocifissione (gli altri due sono invece collocati sul lenzuolo in prossimità dei piedi). Sullo sfondo a destra, infine, si nota il capo di Giuseppe di Arimatea che ha in mano un martello.
Lo stile chiaroscurale di tutta l'opera trova il suo massimo punto di luce sul corpo di Cristo morto che, illuminato da una luce forte e tenue, assume l'aspetto di una statua marmorea. Il Cristo è inoltre in posizione più obliqua rispetto a quelli delle altre Pietà precedenti, scelta questa che è servita per rendere la scena più realistica e dinamica.
Il dipinto è firmato e datato «Jusepe de Ribera espanol / F. 1637».

## Altre versioni

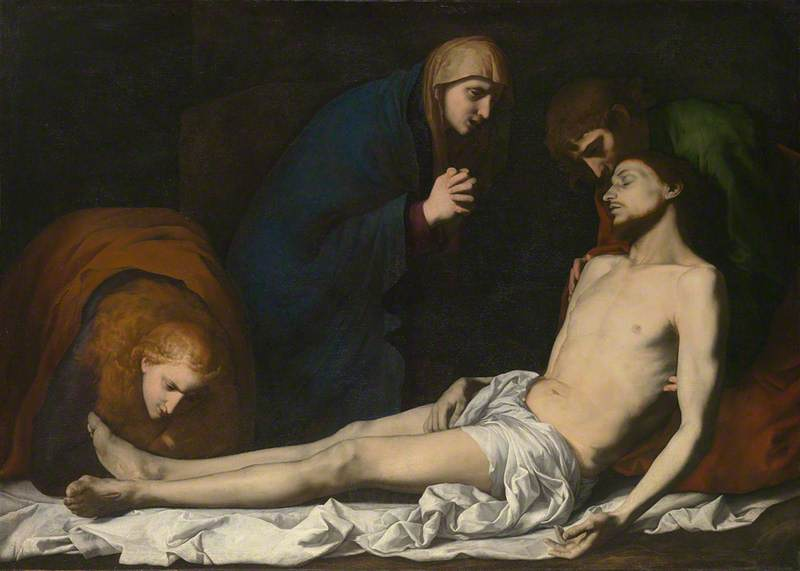
Pietà (1620-1624), Jusepe de Ribera - National Gallery (Londra)
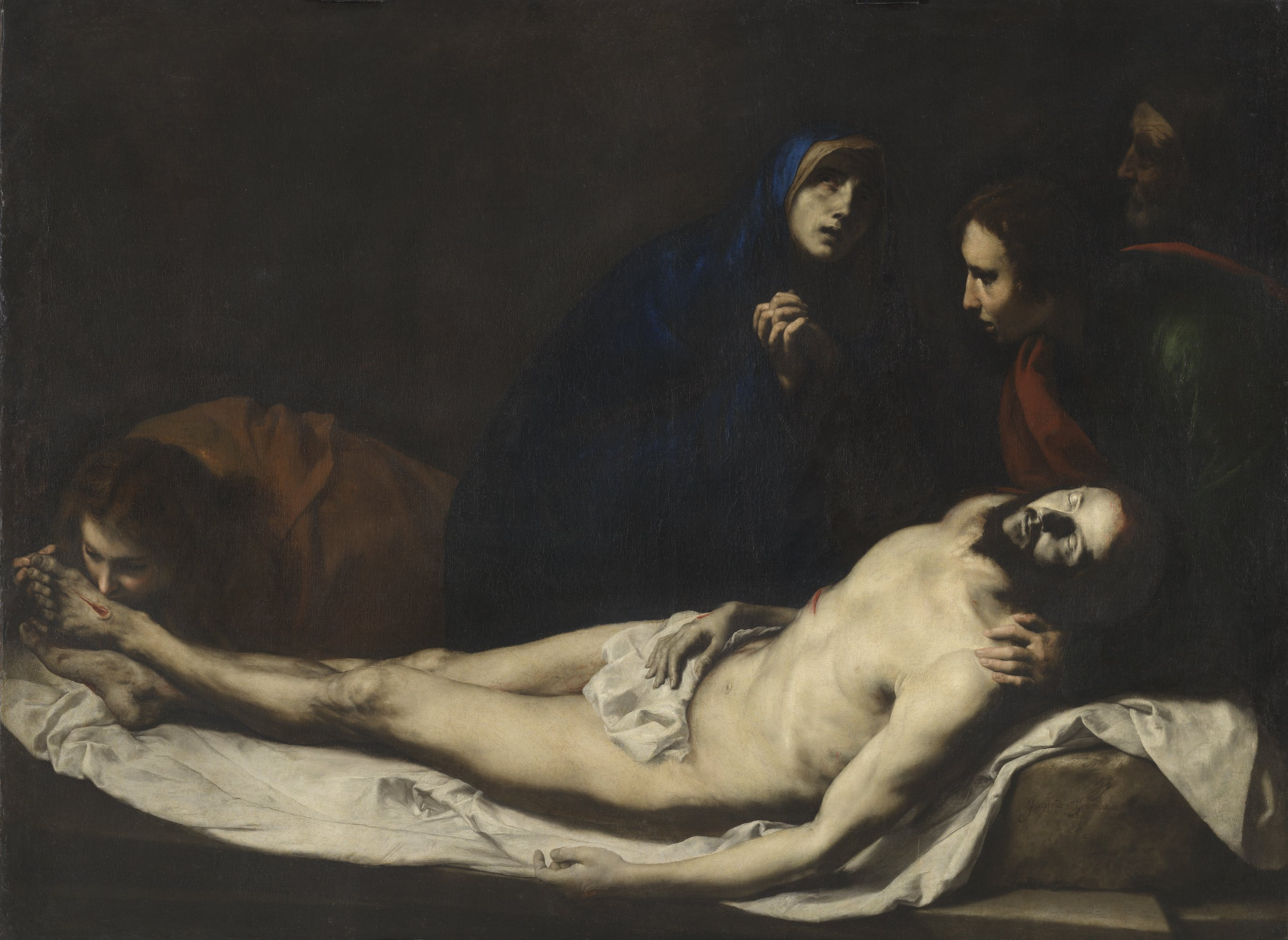
Pietà (1633), Jusepe de Ribera - Museo Thyssen-Bornemisza (Madrid)
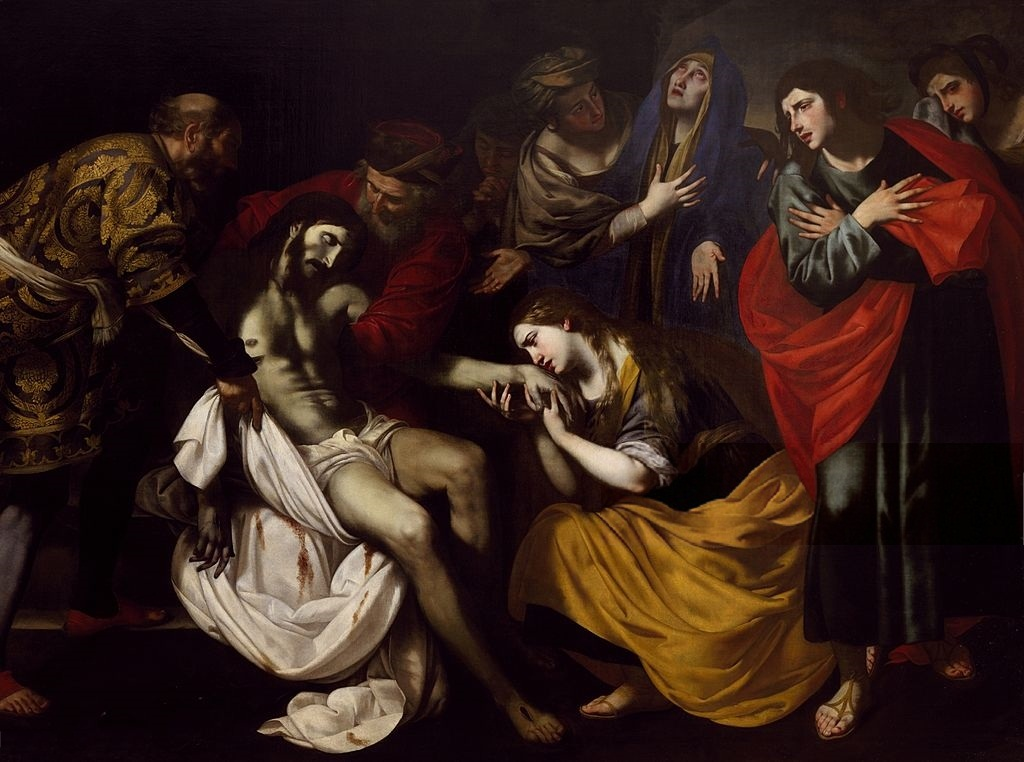
Pietà (1635), Filippo Vitale - Chiesa di Santa Maria Regina Coeli (Napoli)
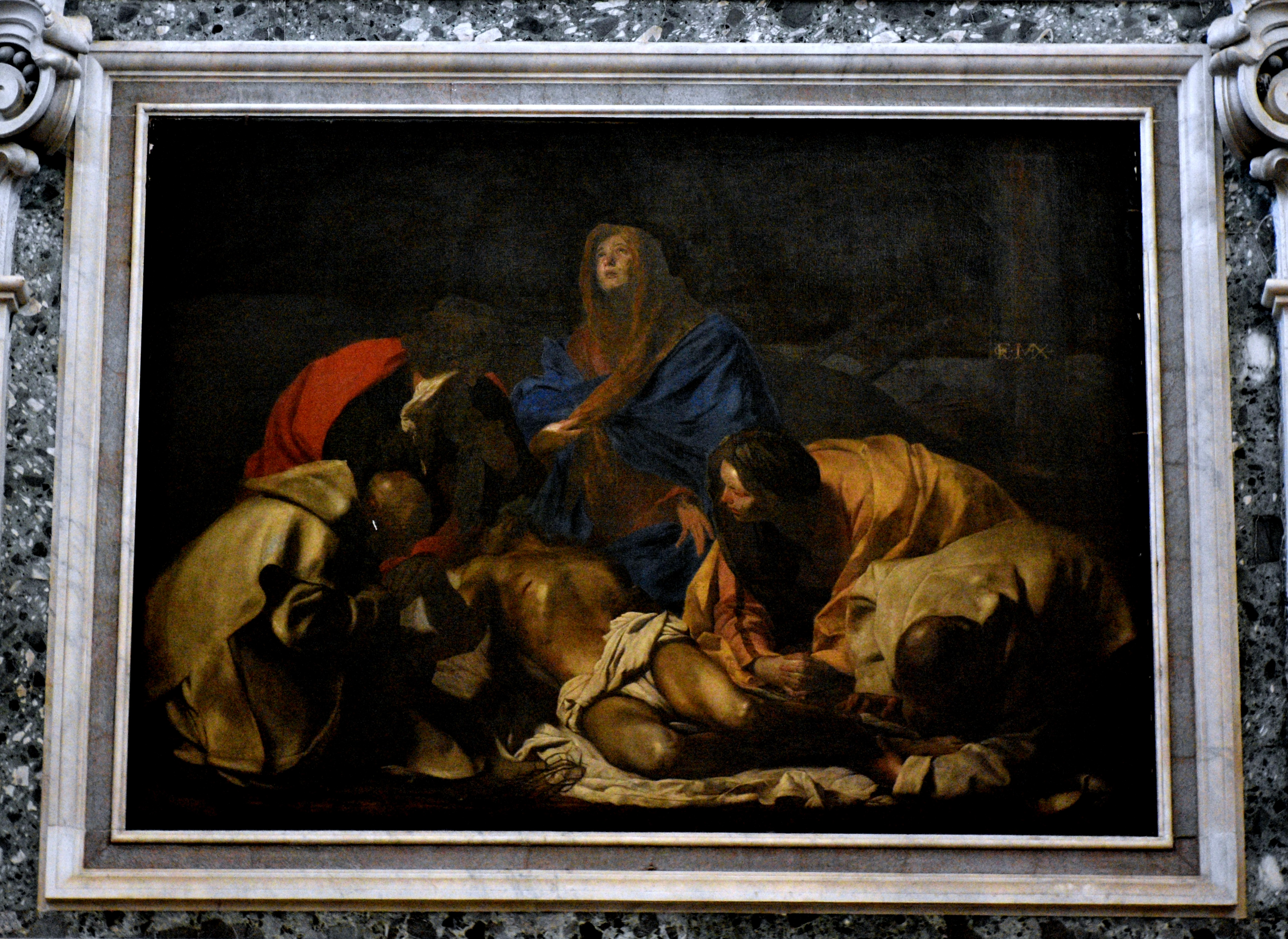
Pietà (1638), Massimo Stanzione - Certosa di San Martino (Napoli)
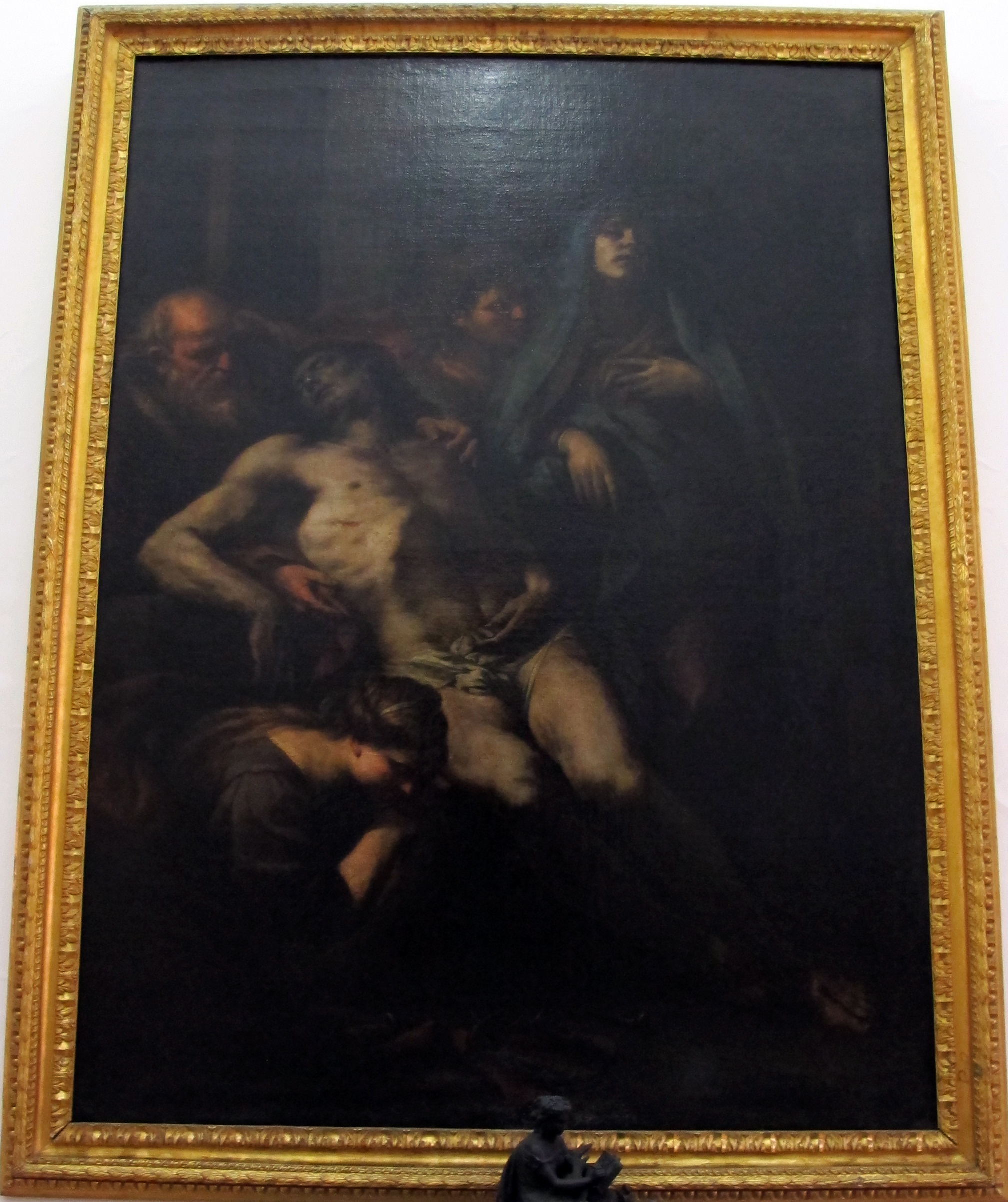
Pietà (1640), Andrea Vaccaro - Quadreria del Pio Monte della Misericordia (Napoli)
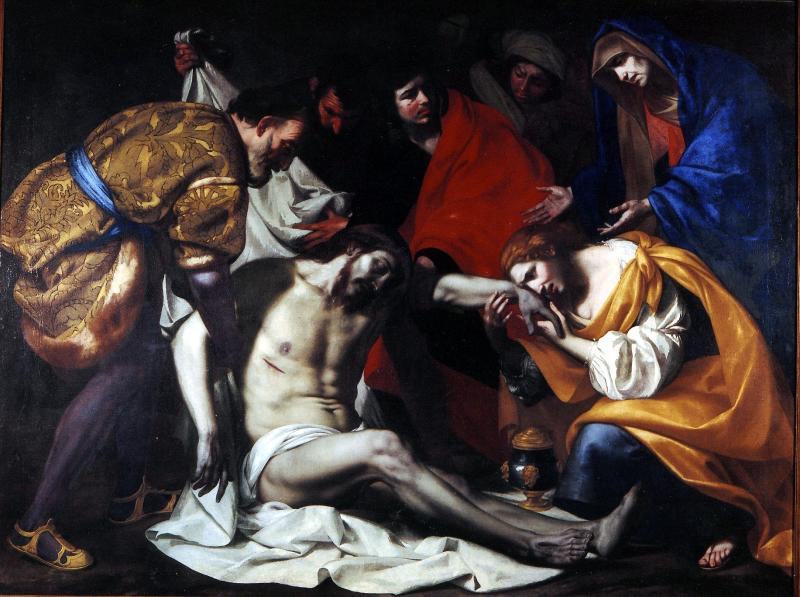
Pietà (1640-1650), Pacecco De Rosa - Museo nazionale di San Martino (Napoli)